# 8000 Km
8000 Km è un album discografico in studio del gruppo musicale italiano Mau Mau, pubblicato nel 2016.

## Tracce
1. Briganti
2. War Song
3. Moira
4. La grande pianura
5. 8000 Km
6. Miramare
7. Con chi fugge
8. L'isola delle rose
9. Mais
10. Talento